# Перривилл (Аляска)
Перривилл (англ. Perryville; алютик. Perry-q) статистически обособленная местность в муниципалитете Лейк-энд-Пенинсула, штат Аляска (США). По данным переписи 2010 года, население Перривилл насчитывает 113 человек, оно выросло на 6 человек по сравнению с данными 2000-го года — 107 человек.
По данным бюро переписи населения США, общая площадь местности Перривилл составляет 24 км², из которых 23,9 24 км² — это суша, а 0,1 24 км² — открытые водные пространства.

## История
6 июня 1912 года произошло извержение слоистого вулкана Катмай, в связи с этим местным жителям пришлось навсегда покинуть свои дома. Спустя месяц после извержения 78 беженцев из региона поднялись на борт таможенного крейсера с целью возвращения на полуостров Аляска и основания нового поселения. Первый выбор локации был неудачным и жителям пришлось переселяться на 320 километров к югу от горы Катмай. Новое поселение было названо Перри, но позже стало известно как Перривилл. Название оно получило в честь капитана крейсера, который доставил людей на полуостров, Перри.

## Демография
Первые упоминания Перривилла появились в переписи населения США в 1920 году. Поселение значилось деревенькой, не получившей статус муниципалитета (альтернативное название Почтамт Чигник). Эта информация появлялась по итогу переписи населения США вплоть до 1950 года, когда информации по Перривиллу не поступило. И только в 1980 году он обрел статус статистически обособленной местности. С этого момента данные о нём снова появились в отчетах по переписи.
По данным переписи 2000-го года, в Перривилле проживало 107 человек, числилось 23 семьи и 33 домашних хозяйства. Плотность населения составляла 4,5 человека на квадратный километр, числилось 45 жилых построек. По расовой принадлежности жители местности делились следующим образом: 1,87 % — белые, 97,20 % — коренные американцы, 0,93 % — смешанные расы.
51,5 % жителей имели детей в возрасте до 18 лет, проживающих с родителями, 45,5 % составляли супружеские пары, ведущие совместное хозяйство, 18,2 % — незамужние женщины и 30,3 % от общего числа людей не имели семьи. Средний размер семьи — 4,04 человека. По возрасту жители Перривилла делились: 39,3 % — до 18 лет, 10,3 % — от 18 до 24 лет, 26,2 % — с 25 до 44 лет, 20,6 % — с 45 до 64 лет, 3,7 % — 65 лет и старше. Средний возраст жителя местности — 26 лет.
Средний доход на одно хозяйство в местности составлял 51,875 доллара США, средний доход на одну семью — 54,583 доллара США.Средний доход на душу населения составлял 20,935 долларов США. 5,3 % всех семей и 16 % всего населения Перревилла жили за чертой бедности, из них 12,5 % детей в возрасте до 18 лет и 0 % лиц старше 64 лет.